# Campeonato Mundial de Clubes de voleibol femenino de la FIVB de 2014
El Campeonato Mundial de Clubes de voleibol femenino de la FIVB de 2014 fue la octava edición del torneo y quinta desde su reanudación.
El equipo campeón fue el Dinamo Kazan ruso, que venció en la final al Mólico/Osasco de Brasil, y logró además de su primer título en la competencia, la triple corona al haberse consagrado campeón de liga, competencia europea y competencia mundial.

## Equipos participantes
- Vólero Zürich, equipo anfitrión.[3]
- Sesi São Paulo, campeón sudamericano.
- Dinamo Kazan, campeón europeo.
- Hisamitsu Springs, campeón asiático.
- GS Petroliers, invitado.
- Mólico/Osasco, invitado.

### Grupos
| Grupo A - Vólero Zürich - Sesi SP - GS Petroliers | Grupo B - Mólico/Osasco - Dinamo Kazan - Hisamitsu Springs |

## Modo de disputa
El torneo consta de dos etapas. En la primera fase, los seis equipos se dividen en dos grupos de tres integrantes, donde juegan todos contra todos una vez. Al finalizar esta etapa, los dos mejores equipos de cada grupo avanzan a las semifinales, mientras que los restantes equipos dejan de disputar el campeonato.
En la segunda fase se enfrentan los primeros de cada grupo con los segundos del otro grupo, es decir, el primero del grupo A con el segundo del grupo B y el primero del grupo A con el segundo del grupo B. Los ganadores de estos enfrentamientos disputan la final mientras que los perdedores disputan el partido por el tercer puesto.

## Sede
| Zúrich                                   |
| ---------------------------------------- |
| Saalssporthall                           |
| 47°22′43″N 8°32′24″E / 47.37861, 8.54000 |
| Capacidad: 2300                          |

## Primera fase

### Grupo A
| Pos. | Equipo        | Pts | PG | PP | SG | SP | PG  | PP  |
| ---- | ------------- | --- | -- | -- | -- | -- | --- | --- |
| 1.°  | Vólero Zürich | 5   | 2  | 0  | 6  | 2  | 172 | 142 |
| 2.°  | Sesi SP       | 4   | 1  | 1  | 5  | 3  | 165 | 142 |
| 3.°  | GS Petroliers | 0   | 0  | 2  | 0  | 6  | 98  | 151 |

| Fecha     |               | Res   |               | Set 1 | Set 2 | Set 3 | Set 4 | Set 5 | Total |
| --------- | ------------- | ----- | ------------- | ----- | ----- | ----- | ----- | ----- | ----- |
| 7 de mayo | Vólero Zürich | 3 - 2 | Sesi SP       | 25-12 | 25-18 | 16-25 | 15-25 | 15-10 | 96-90 |
| 8 de mayo | Vólero Zürich | 3 - 0 | GS Petroliers | 25-15 | 26-24 | 25-13 | —     | —     | 76-52 |
| 9 de mayo | Sesi SP       | 3 - 0 | GS Petroliers | 25-18 | 25-12 | 25-16 | —     | —     | 75-46 |

### Grupo B
| Pos. | Equipo            | Pts | PG | PP | SG | SP | PG  | PP  |
| ---- | ----------------- | --- | -- | -- | -- | -- | --- | --- |
| 1.°  | Dinamo Kazan      | 5   | 2  | 0  | 6  | 3  | 206 | 181 |
| 2.°  | Mólico/Osasco     | 4   | 1  | 1  | 5  | 4  | 189 | 186 |
| 3.°  | Hisamitsu Springs | 0   | 0  | 2  | 2  | 6  | 164 | 192 |

| Fecha     |               | Res   |                   | Set 1 | Set 2 | Set 3 | Set 4 | Set 5 | Total  |
| --------- | ------------- | ----- | ----------------- | ----- | ----- | ----- | ----- | ----- | ------ |
| 7 de mayo | Mólico/Osasco | 3 - 1 | Hisamitsu Springs | 25-12 | 20-25 | 25-18 | 25-22 | —     | 95-77  |
| 8 de mayo | Dinamo Kazan  | 3 - 1 | Hisamitsu Springs | 22-25 | 25-22 | 25-22 | 25-18 | —     | 97-87  |
| 9 de mayo | Mólico/Osasco | 2 - 3 | Dinamo Kazan      | 11-25 | 19-25 | 25-20 | 25-23 | 14-16 | 94-109 |

## Segunda fase
|  | Semifinales   | Semifinales  |   |               | Final         | Final |  |
|  |               |              |   |               |               |       |  |
|  |               |              |   |               |               |       |  |
|  |               |              |   |               |               |       |  |
|  | Vólero Zürich | 1            |   |               |               |       |  |
|  | Mólico/Osasco | 3            |   |               |               |       |  |
|  |               |              |   |               |               |       |  |
|  |               |              |   |               |               |       |  |
|  |               |              |   |               | Mólico/Osasco | 0     |  |
|  |               | Dinamo Kazan | 3 |               |               |       |  |
|  |               |              |   |               |               |       |  |
|  |               |              |   |               |               |       |  |
|  |               |              |   |               | Tercer lugar  |       |  |
|  |               |              |   |               |               |       |  |
|  | Dinamo Kazan  | 3            |   | Vólero Zürich | 2             |       |  |
|  | Sesi SP       | 1            |   |               | Sesi SP       | 3     |  |

### Semifinales
| Fecha      |               | Res   |               | Set 1 | Set 2 | Set 3 | Set 4 | Set 5 | Total  |
| ---------- | ------------- | ----- | ------------- | ----- | ----- | ----- | ----- | ----- | ------ |
| 10 de mayo | Dinamo Kazan  | 3 - 1 | Sesi SP       | 25-23 | 27-29 | 25-21 | 25-14 | —     | 102-87 |
| 10 de mayo | Vólero Zürich | 1 - 3 | Mólico/Osasco | 21-25 | 25-18 | 16-25 | 20-25 | —     | 82-93  |

### Tercer puesto
| Fecha      |               | Res   |         | Set 1 | Set 2 | Set 3 | Set 4 | Set 5 | Total   |
| ---------- | ------------- | ----- | ------- | ----- | ----- | ----- | ----- | ----- | ------- |
| 11 de mayo | Vólero Zürich | 2 - 3 | Sesi SP | 18-25 | 25-20 | 21-25 | 25-23 | 13-15 | 102-108 |

### Final
| Fecha      |               | Res   |              | Set 1 | Set 2 | Set 3 | Set 4 | Set 5 | Total |
| ---------- | ------------- | ----- | ------------ | ----- | ----- | ----- | ----- | ----- | ----- |
| 11 de mayo | Mólico/Osasco | 0 - 3 | Dinamo Kazan | 11-25 | 16-25 | 25-27 | —     | —     | 52-77 |

## Posiciones finales
| Pos. | Equipo            |
| ---- | ----------------- |
|      | Dinamo Kazan      |
|      | Mólico/Osasco     |
|      | Sesi SP           |
| 4.°  | Vólero Zürich     |
| 5.°  | Hisamitsu Springs |
| 5.°  | GS Petroliers     |

| Campeón Mundial de Clubes  |
| -------------------------- |
| Dinamo Kazan Primer título |

## Premios

### Jugadoras
- Jugadora más valiosa

 Yekaterina Gámova (Dinamo Kazan)
| - Mejor opuesta Yekaterina Gámova (Dinamo Kazan) - Mejor líbero Ekaterina Ulanova (Dinamo Kazan) - Mejor armadora Fabiola de Souza (Mólico/Osasco) | - Mejores bloqueadoras Thaísa Menezes (Mólico/Osasco) Regina Moroz (Dinamo Kazan) - Mejores puntas Kenia Carcaces (Vólero Zürich) Suelle Oliveira (Sesi SP) |